# Parlamentswahl in Südafrika 2014
- EFF: 25
- PAC: 1
- APC: 1
- ANC: 249
- COPE: 3
- AIC: 3
- UDM: 4
- NFP: 6
- AGANG: 2
- DA: 89
- ACDP: 3
- UCDP: 0
- IFP: 10
- VF+: 4

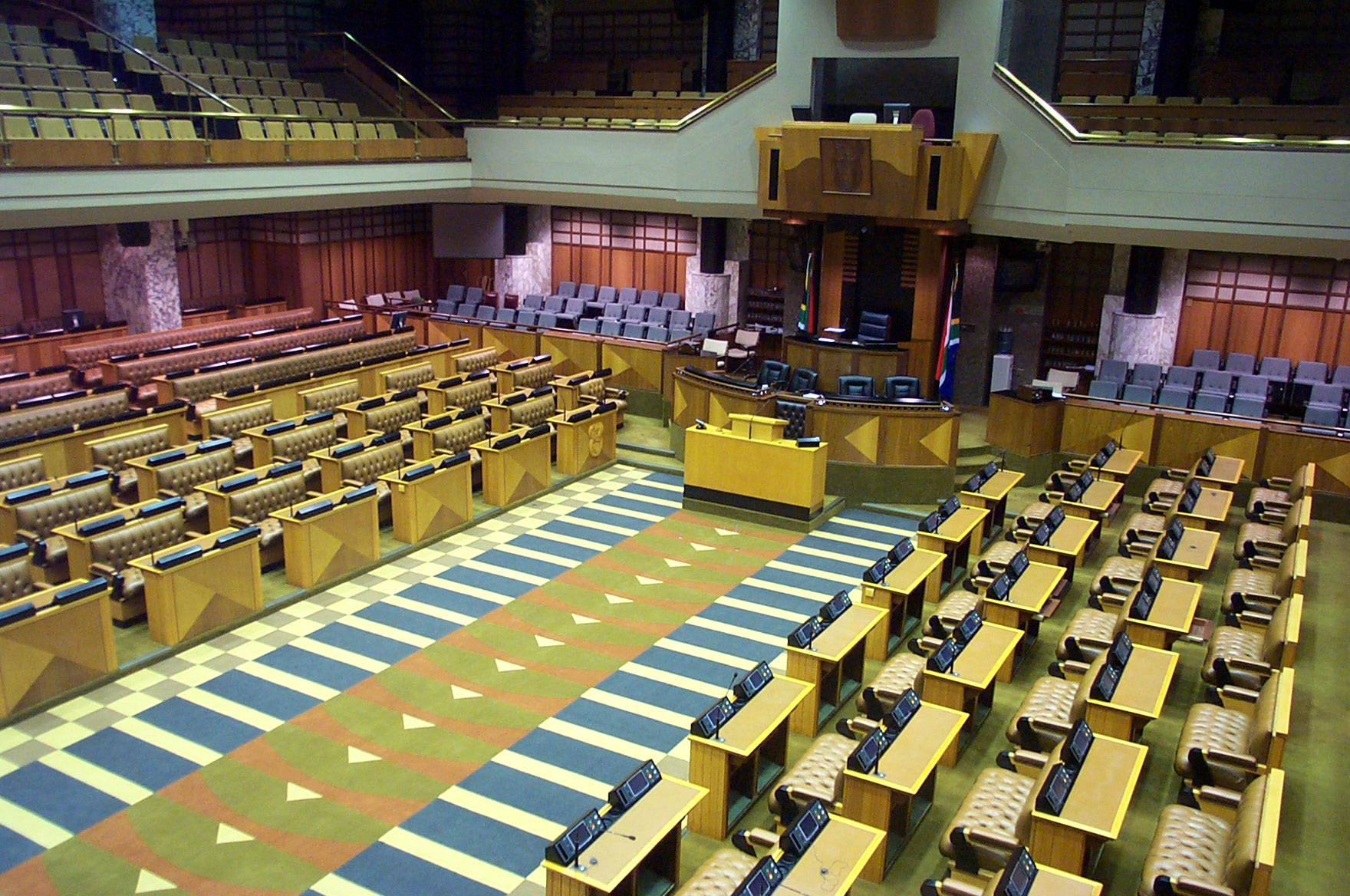
Sitzungssaal der Nationalversammlung

Die südafrikanischen Parlamentswahlen 2014 fanden am 7. Mai 2014 statt. Dabei wurden die südafrikanische Nationalversammlung (National assembly) und die neun Provinzversammlungen (Provincial legislatures) neu gewählt. Für den Ablauf der Wahlen war die Independent Electoral Commission (IEC) zuständig.
Der African National Congress (ANC) konnte seine absolute Mehrheit verteidigen, verlor allerdings fast vier Prozentpunkte. Offizielle Oppositionspartei wurde erneut die Democratic Alliance (DA), die gleichzeitig die zweitstärksten Zugewinne aller Parteien aufwies. Drittstärkste Partei wurden die erstmals angetretenen Economic Freedom Fighters (EFF), die über sechs Prozent der Stimmen erhielt. Der ANC gewann außerdem – wie schon 2009 – die Wahlen in acht der neun Provinzen. In der Provinz Westkap siegte wie vor fünf Jahren die DA.

## Vorgeschichte
Bei den letzten Wahlen im April 2009 konnte der African National Congress (ANC) unter dem designierten Staatspräsidenten Jacob Zuma seine absolute Mehrheit verteidigen, verlor jedoch knapp die Zwei-Drittel-Mehrheit der Stimmen und Mandate. 13 Parteien gelang der Einzug in die Nationalversammlung. Stärkste Oppositionspartei und damit Oppositionsführer wurde die Democratic Alliance (DA). Die Wahlbeteiligung betrug 77,3 %, die Wahlen verliefen friedlich, frei und fair. Der Wahltermin für die nach dem Ende der Legislaturperiode fälligen Wahlen 2014 wurde von Jacob Zuma am 21. Februar 2014 bekanntgegeben.

### Ergebnis 2009
| Partei                                    | Spitzenkandidat      | Ergebnis | Sitze |
| ----------------------------------------- | -------------------- | -------- | ----- |
| African National Congress (ANC)           | Jacob Zuma           | 65,90 %  | 264   |
| Democratic Alliance (DA)                  | Helen Zille          | 16,66 %  | 67    |
| Congress of the People (COPE)             | Mosiuoa Lekota       | 7,42 %   | 30    |
| Inkatha Freedom Party (IFP)               | Mangosuthu Buthelezi | 4,55 %   | 18    |
| Independent Democrats (ID)                | Patricia de Lille    | 0,92 %   | 4     |
| United Democratic Movement (UDM)          | Bantu Holomisa       | 0,85 %   | 4     |
| Vryheidsfront Plus (FF+)                  | Pieter Mulder        | 0,83 %   | 4     |
| African Christian Democratic Party (ACDP) | Kenneth Meshoe       | 0,81 %   | 3     |
| United Christian Democratic Party (UCDP)  | Lucas Mangope        | 0,37 %   | 2     |
| Pan Africanist Congress (PAC)             | Motsoko Pheko        | 0,27 %   | 1     |
| Minority Front (MF)                       | Amichand Rajbansi    | 0,25 %   | 1     |
| Azanian People’s Organisation (AZAPO)     | Mosibudi Mangena     | 0,22 %   | 1     |
| African People’s Convention (APC)         | Nelson Themba Godi   | 0,20 %   | 1     |
| Sonstige                                  |                      | 0,76 %   | –     |

### Parteipolitische Entwicklungen seit 2009

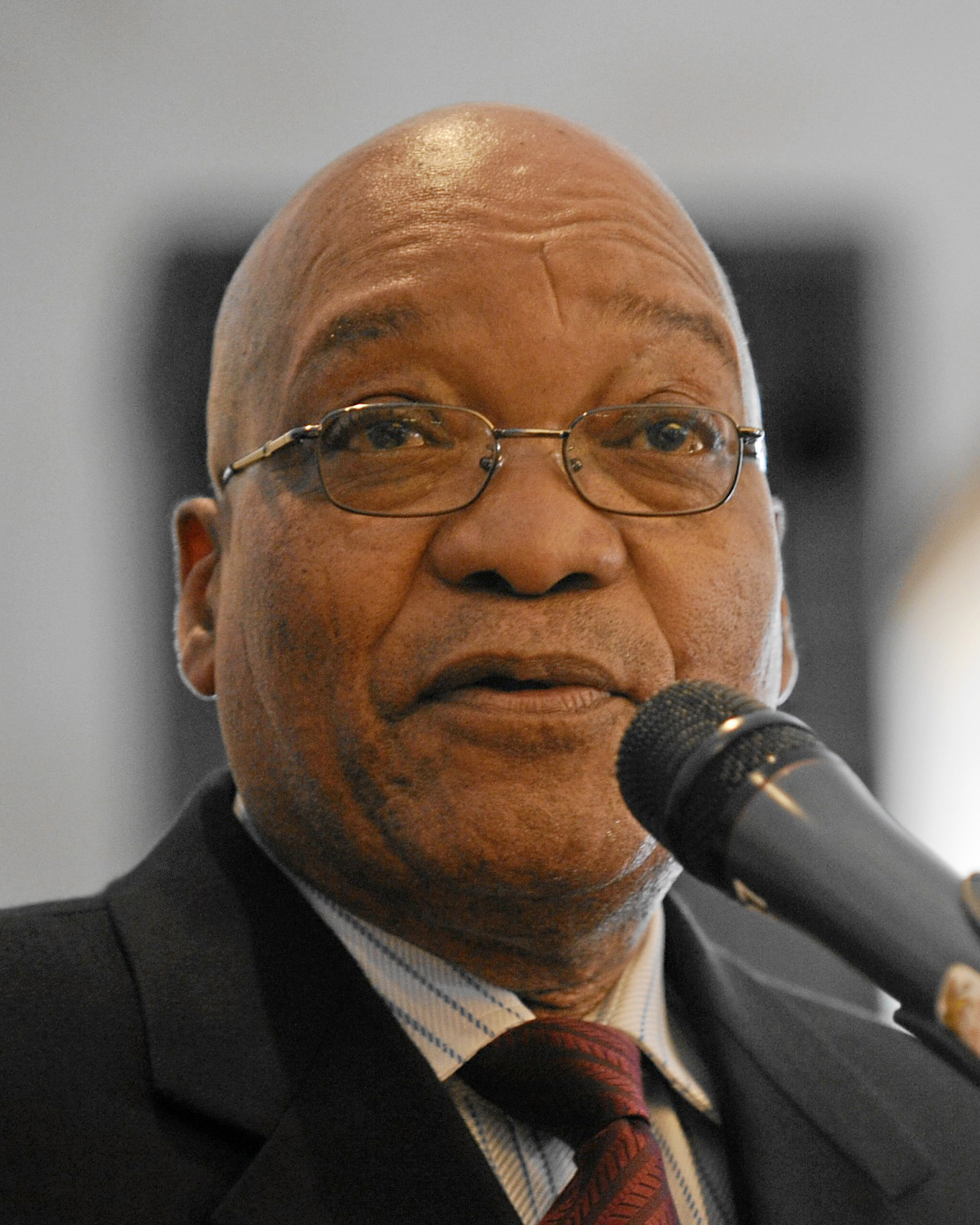
Jacob Zuma (ANC)
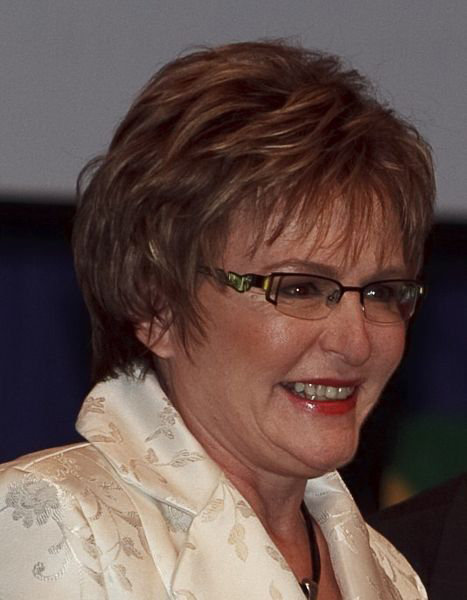
Helen Zille (DA)
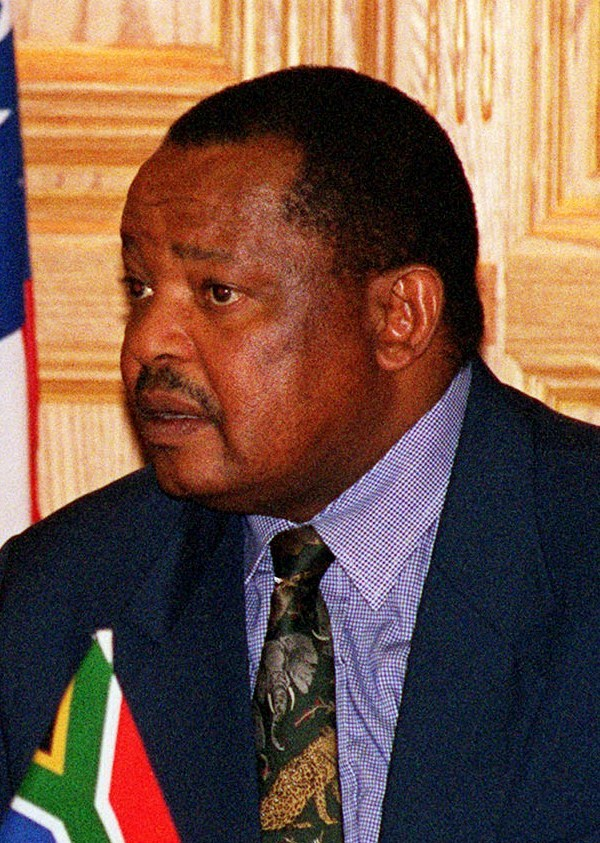
Mosiua Lekota (COPE)
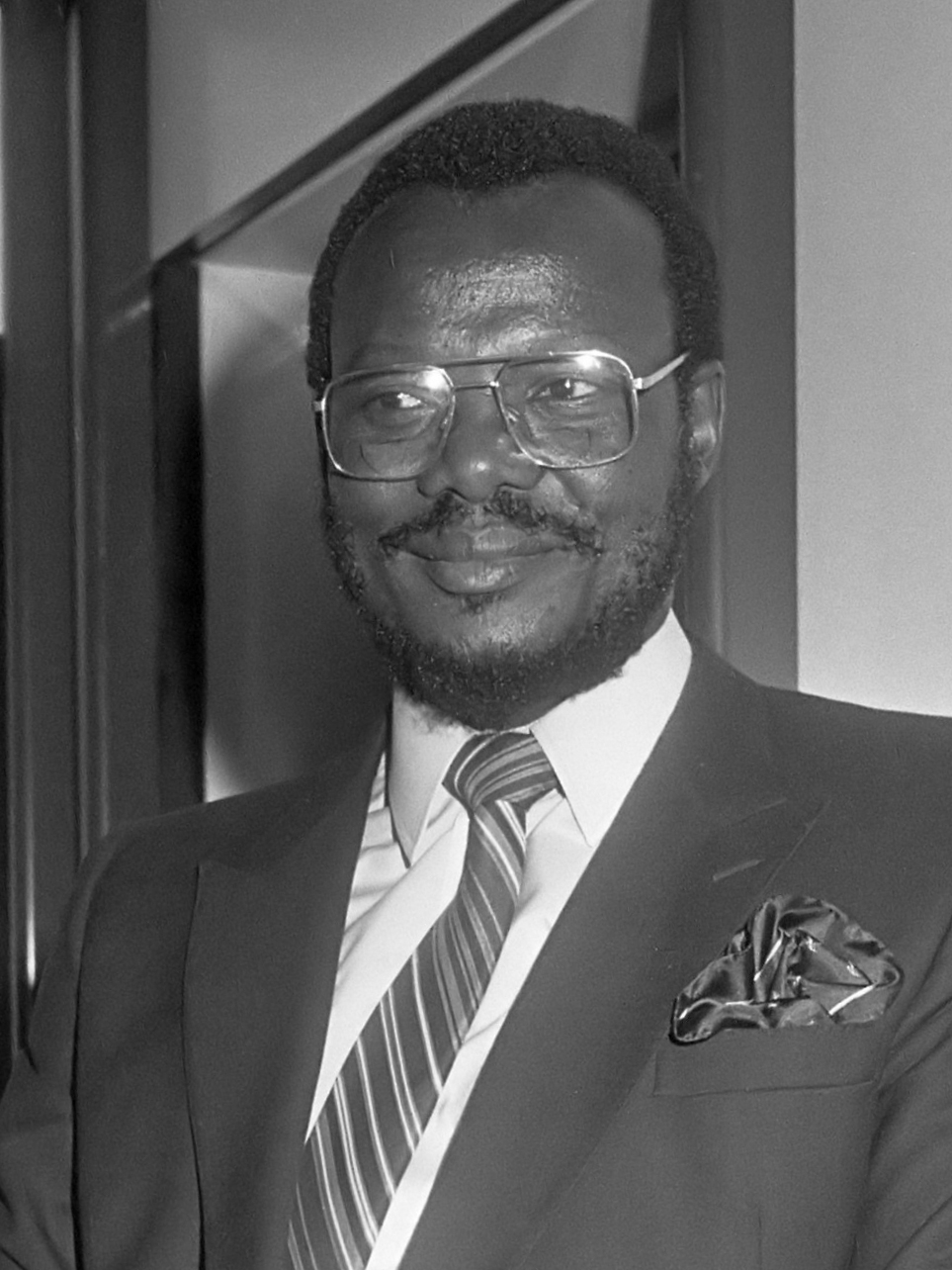
Mangosuthu Buthelezi (IFP, Bild von 1983)
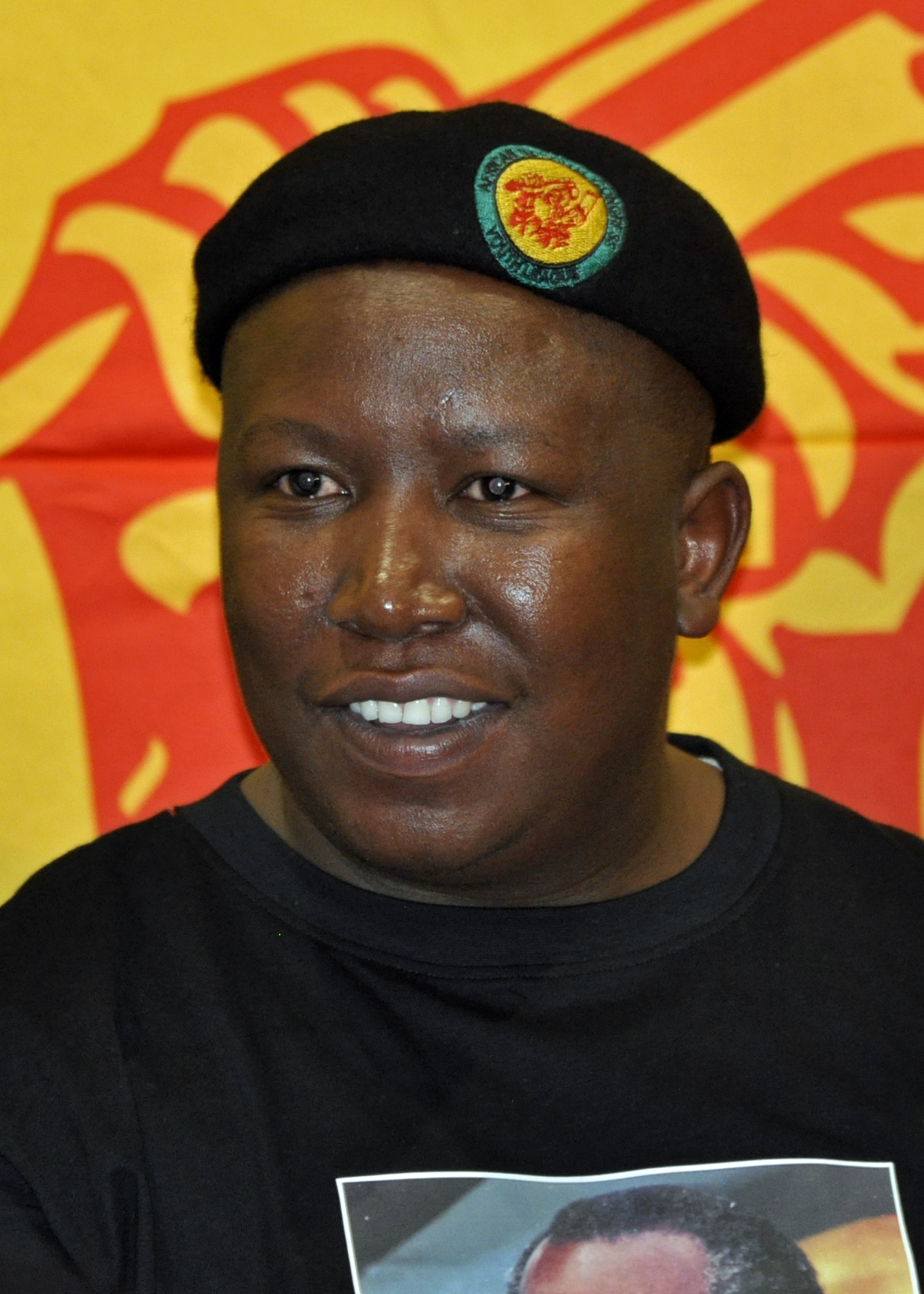
Julius Malema (EFF)
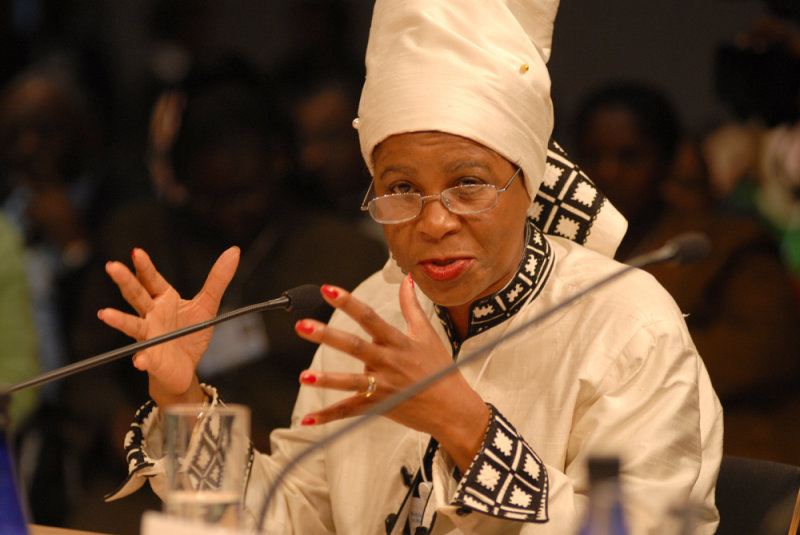
Mamphela Ramphele (Agang SA)

Der ANC regierte, wie schon seit 1994, mit absoluter Mehrheit in der Tripartite Alliance, der neben dem ANC die South African Communist Party und der Gewerkschaftsdachverband Congress of South African Trade Unions (COSATU) angehören, die beide auf den Listen des ANC vertreten sind. Allerdings war dieser nun von Parteispaltungen betroffen. So sprach sich die COSATU-Gewerkschaft National Union of Metalworkers of South Africa (NUMSA) gegen eine Zusammenarbeit mit dem ANC aus und beschloss eine Öffnung zugunsten der Economic Freedom Fighters (ECC), die 2013 von Julius Malema, dem ehemaligen Vorsitzenden der ANC Youth League, gegründet worden waren. Malema war zuvor nach internen Streitigkeiten aus dem ANC ausgeschlossen worden. Die ECC steht links des ANC. Die Independent Democrats gingen in der DA auf. Mamphela Ramphele gründete ebenfalls 2013 die Partei Agang South Africa. Ramphele wurde die Spitzenkandidatur auf der Liste der DA angeboten, die sie erst annahm, dann aber auf Druck ihrer eigenen Partei ablehnte.
Vom Congress of the People (COPE) spaltete sich der United Congress (UC) unter Mluleki George ab. Die Workers and Socialist Party (WASP) wurde 2013 in der Folge des Bergarbeiterstreiks 2012 von unzufriedenen Bergleuten und dem trotzkistischen Democratic Socialist Movement gegründet. Die ehemals dem COSATU angehörende Gewerkschaft National Transport Movement unterstützte nunmehr die WASP. Von der Inkatha Freedom Party (IFP) spaltete sich die National Freedom Party (NFP) unter Führung von Zanele kaMagwaza-Msibi ab. South Africa First (SAF) wurde ebenfalls 2013 von ehemaligen Kämpfern des Umkhonto we Sizwe gegründet, die wegen ihrer Kritik am ANC aus dem Veteranenverband ausgeschlossen worden waren, nahmen aber nicht an den Wahlen teil. Schließlich entstand die Partei Front Nasionaal (FN), um die auf einen Volkstaat zielenden Interessen rechtsgerichteter Buren zu vertreten.

### Zugelassene Parteien
Neben dem ANC und der DA waren weitere zehn der elf bisher im Parlament vertretenen Parteien (ohne die ID) zugelassen sowie die erstmals antretenden Parteien EFF, Agang South Africa, UC, WASP, NFP und FN. Außerdem traten die folgenden Parteien und Gruppen an: African Independent Congress, Al Jama-ah, Bushbuckridge Residents Association, First Nation Liberation Alliance, Independent Civic Organisation of South Africa, Keep It Straight and Simple, Kingdom Governance Movement, Pan Africanist Movement, Patriotic Alliance, Peoples Alliance und Ubuntu Party. Insgesamt wurden damit 29 Parteien auf den Stimmzetteln aufgeführt.

### Registrierung

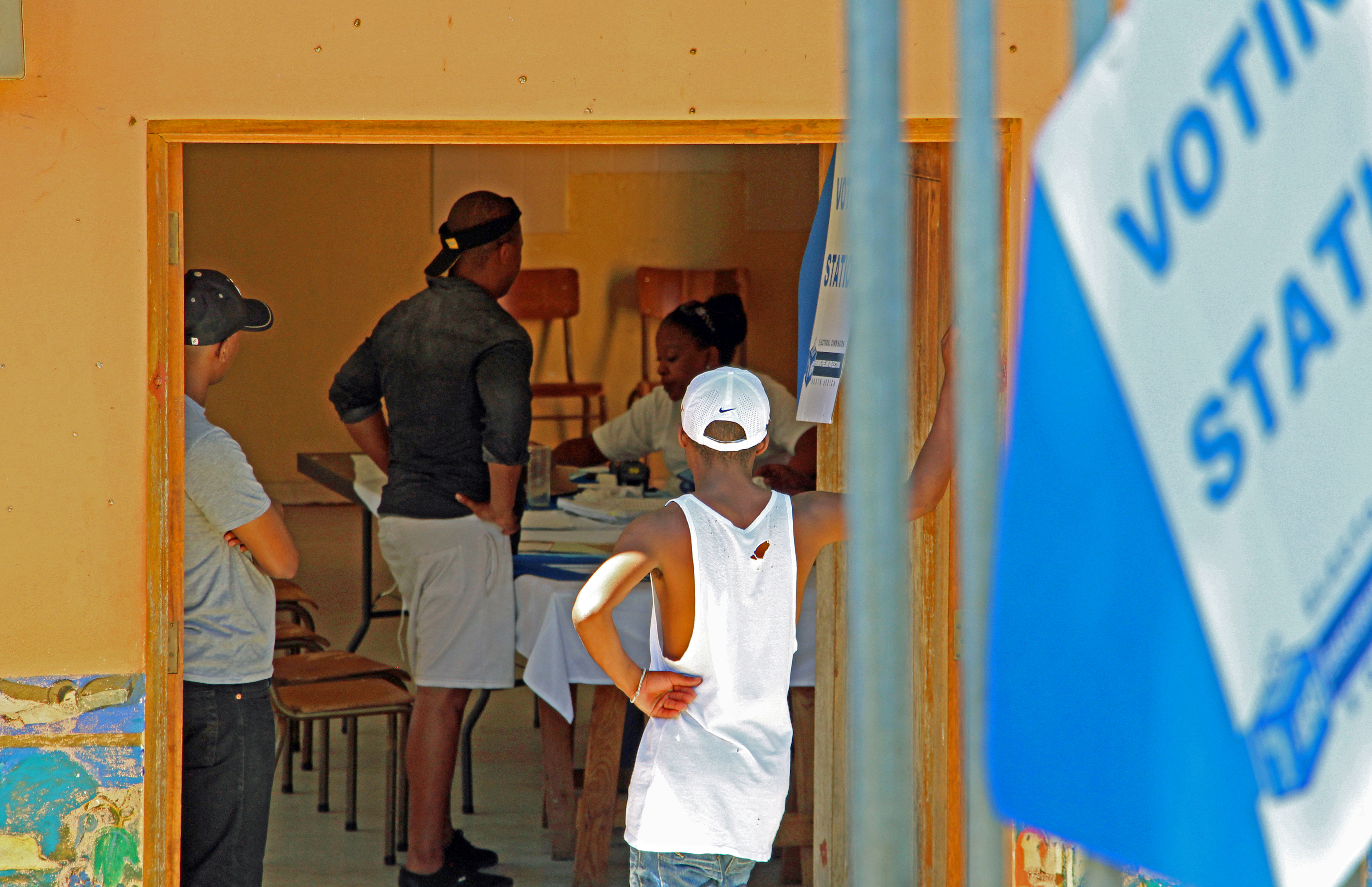
Registrierung (Februar 2014)

Rund 25,3 Millionen Menschen ließen sich registrieren, also 80,5 % der wahlberechtigten Bevölkerung. Die Registrierung fand am 9./10. November 2013 und am 8./9. Februar 2014 statt. Das Mindestwahlalter betrug 18 Jahre. Von den fast zwei Millionen 18- und 19-Jährigen, die nach dem Ende der Apartheid geboren wurden und daher als born-frees (etwa: „Frei Geborene“) bezeichnet werden, ließen sich weniger als 700.000 registrieren. Zu den Registrierten zählten 9949 Gefängnisinsassen. Nach Verabschiedung des Electoral Amendment Act (etwa: „Änderung des Wahlgesetzes“) im November 2013 durften erstmals Südafrikaner mit Wohnsitz im Ausland an der Wahl zur Nationalversammlung teilnehmen.

### Ablauf
Die Mandate für die Nationalversammlung wurden nach dem Verhältniswahlrecht vergeben. Es gab keine Sperrklausel. Für ein Mandat reichten daher etwa 0,2 % der Stimmen. Die Wahlen zur Nationalversammlung und zu den Provinzversammlungen fanden an einem Mittwoch statt. Die Wahllokale waren von 7 Uhr bis 21 Uhr geöffnet. Einige Wahllokale öffneten verspätet oder blieben wegen des starken Andrangs länger geöffnet. An jedem Wahllokal war mindestens ein Polizist oder Soldat stationiert. Jeder Wähler erhielt am Daumennagel einen Fleck waschechter Tinte. Vor der Wahl wurde der Daumen mit UV-Licht untersucht, um ein mehrfaches Abstimmen zu verhindern. Es wurden je ein Stimmzettel für die Wahlen zur Nationalversammlung und zur jeweiligen Provinzversammlung ausgegeben, auf denen je eine Liste angekreuzt werden konnte. Neben dem Parteinamen enthielt jede Zeile den Namen des Spitzenkandidaten, das Logo der Partei und ein Stimmfeld. Gewählt wurden 400 Parlamentarier, darunter 200 über landesweite Listen und 200 über Provinzlisten.
Die Wahlen verliefen im Allgemeinen friedlich.

## Ergebnisse

### Nationalversammlung

Landesweite Ergebnisse nach Wahlbezirken. Dunklere Färbung bedeutet absolute Mehrheit, hellere Färbung relative Mehrheit.

Am 9. Mai 2014 wurde das Endergebnis mitgeteilt. Es wurden 18.654.457 Stimmen abgegeben, davon 251.960 ungültige Stimmen. Die Wahlbeteiligung betrug 73,4 %. Es ergaben sich die folgenden Stimmanteile und Mandatszahlen.
| Partei                                                 | Spitzenkandidat         | Ergebnis | Sitze | +/−    |
| ------------------------------------------------------ | ----------------------- | -------- | ----- | ------ |
| African National Congress (ANC)                        | Jacob Zuma              | 62,15 %  | 249   | – 15 ▼ |
| Democratic Alliance (DA)                               | Helen Zille             | 22,23 %  | 89    | + 22 ▲ |
| Economic Freedom Fighters (EFF)                        | Julius Malema           | 6,35 %   | 25    | + 25 ▲ |
| Inkatha Freedom Party (IFP)                            | Mangosuthu Buthelezi    | 2,40 %   | 10    | – 8 ▼  |
| National Freedom Party (NFP)                           | Zanele kaMagwaza-Msibi  | 1,57 %   | 6     | + 6 ▲  |
| United Democratic Movement (UDM)                       | Bantu Holomisa          | 1,00 %   | 4     | ± 0 ▬  |
| Freedom Front Plus (FF+)                               | Pieter Mulder           | 0,90 %   | 4     | ± 0 ▬  |
| Congress of the People (COPE)                          | Mosiuoa Lekota          | 0,67 %   | 3     | – 27 ▼ |
| African Christian Democratic Party (ACDP)              | Kenneth Meshoe          | 0,57 %   | 3     | ± 0 ▬  |
| African Independent Congress (AIC)                     | Mandla Galo             | 0,53 %   | 3     | + 3 ▲  |
| Agang South Africa (Agang SA)                          | Mamphela Ramphele       | 0,28 %   | 2     | + 2 ▲  |
| Pan Africanist Congress (PAC)                          | Seropane Sengane Altoa  | 0,21 %   | 1     | ± 0 ▬  |
| African People’s Convention (APC)                      | Nelson Themba Godi      | 0,17 %   | 1     | ± 0 ▬  |
| Al Jama-ah                                             | Ganief Hendricks        | 0,14 %   | –     | ± 0 ▬  |
| Minority Front (MF)                                    | Shameen Thakur Rajbansi | 0,12 %   | –     | – 1 ▼  |
| United Christian Democratic Party (UCDP)               | Issac Sipho Mfundisi    | 0,12 %   | –     | – 2 ▼  |
| Azanian People’s Organisation (AZAPO)                  | Koti Dikobo             | 0,11 %   | –     | – 1 ▼  |
| Bushbuckridge Residents Association (BRA)              | Delta Mokoena           | 0,08 %   | –     | ± 0 ▬  |
| Independent Civic Organisation of South Africa (ICOSA) | Vlancio Mardoek Donson  | 0,08 %   | –     | ± 0 ▬  |
| Patriotic Alliance (PA)                                | Charles Henry Cilliers  | 0,07 %   | –     | ± 0 ▬  |
| Workers and Socialist Party (WASP)                     | Moses Mayekiso          | 0,05 %   | –     | ± 0 ▬  |
| Ubuntu Party (Ubuntu)                                  | Michael Tellinger       | 0,04 %   | –     | ± 0 ▬  |
| Kingdom Governance Movement (KGM)                      | Mkhangeli Matomela      | 0,03 %   | –     | ± 0 ▬  |
| Front Nasionaal (FN)                                   | Hannes Engelbrecht      | 0,03 %   | –     | ± 0 ▬  |
| Keep It Straight and Simple (KISS)                     | Claire Gaiford          | 0,02 %   | –     | ± 0 ▬  |
| Pan Africanist Movement (PAM)                          | Mandla Maseko           | 0,02 %   | –     | ± 0 ▬  |
| First Nation Liberation Alliance (FINLA)               | Larry Varrie            | 0,02 %   | –     | ± 0 ▬  |
| United Congress (UC)                                   | Mluleki George          | 0,02 %   | –     | ± 0 ▬  |
| Peoples Alliance (PAL)                                 | Samuel Kennedy          | 0,01 %   | –     | ± 0 ▬  |
| Summe                                                  |                         | 100,00 % | 400   |        |

### Provinzversammlungen
Die Provinzversammlungen wurden parallel zur Nationalversammlung gewählt. Bis zu den Wahlen hatte die DA in der Provinz Westkap die Mehrheit und stellt damit die Premierministerin, die anderen acht Provinzen wurden vom ANC regiert. In den Wahlen wurden alle neun Regierungen bestätigt. Den EFF gelang es, in Limpopo und Nordwest offizielle Opposition zu werden. In KwaZulu-Natal wurde die DA offizielle Opposition und verdrängte somit die IFP. Die größten Verluste hatte auch hier der COPE. Neben den zur Wahl der Nationalversammlung zugelassenen Parteien hatten sich zahlreiche weitere Gruppen um Mandate beworben; sie blieben jedoch erfolglos.
Angegeben sind alle Parteien, die Mandate gewonnen haben. Die jeweils erste Partei stellt die Provinzregierung mit absoluter Mehrheit, die jeweils zweite Partei die oppositionelle Opposition.
Die Farben in den Karten haben die folgende Bedeutung:

#### Ostkap

Ostkap: absolute/relative Mehrheit für:

| Partei                             | Sitze | +/−   |
| ---------------------------------- | ----- | ----- |
| African National Congress (ANC)    | 45    | + 1 ▲ |
| Democratic Alliance (DA)           | 10    | + 4 ▲ |
| United Democratic Movement (UDM)   | 4     | + 1 ▲ |
| Economic Freedom Fighters (EFF)    | 2     | + 2 ▲ |
| Congress of the People (COPE)      | 1     | – 8 ▼ |
| African Independent Congress (AIC) | 1     | ± 0 ▬ |
| Summe                              | 63    |       |

#### Freistaat

Freistaat: absolute/relative Mehrheit für:

| Partei                          | Sitze | +/−   |
| ------------------------------- | ----- | ----- |
| African National Congress (ANC) | 22    | ± 0 ▬ |
| Democratic Alliance (DA)        | 5     | + 2 ▲ |
| Economic Freedom Fighters (EFF) | 2     | + 2 ▲ |
| Freedom Front Plus (FF+)        | 1     | ± 0 ▬ |
| Summe                           | 30    |       |

#### Gauteng

Gauteng: absolute/relative Mehrheit für:

| Partei                          | Sitze | +/−   |
| ------------------------------- | ----- | ----- |
| African National Congress (ANC) | 40    | – 7 ▼ |
| Democratic Alliance (DA)        | 23    | + 6 ▲ |
| Economic Freedom Fighters (EFF) | 8     | + 8 ▲ |
| Freedom Front Plus (FF+)        | 1     | ± 0 ▬ |
| Inkatha Freedom Party (IFP)     | 1     | ± 0 ▬ |
| Summe                           | 73    |       |

#### KwaZulu-Natal

KwaZulu-Natal: absolute/relative Mehrheit für:

| Partei                          | Sitze | +/−   |
| ------------------------------- | ----- | ----- |
| African National Congress (ANC) | 52    | + 1 ▲ |
| Democratic Alliance (DA)        | 10    | + 3 ▲ |
| Inkatha Freedom Party (IFP)     | 9     | – 9 ▼ |
| National Freedom Party (NFP)    | 6     | + 6 ▲ |
| Economic Freedom Fighters (EFF) | 2     | + 2 ▲ |
| Minority Front (MF)             | 1     | – 1 ▼ |
| Summe                           | 80    |       |

#### Limpopo

Limpopo: absolute/relative Mehrheit für:

| Partei                          | Sitze | +/−   |
| ------------------------------- | ----- | ----- |
| African National Congress (ANC) | 39    | – 4 ▼ |
| Economic Freedom Fighters (EFF) | 6     | + 6 ▲ |
| Democratic Alliance (DA)        | 3     | + 1 ▲ |
| Congress of the People (COPE)   | 1     | – 4 ▼ |
| Summe                           | 50    |       |

#### Mpumalanga

Mpumalanga: absolute/relative Mehrheit für:

| Partei                                    | Sitze | +/−   |
| ----------------------------------------- | ----- | ----- |
| African National Congress (ANC)           | 24    | – 3 ▼ |
| Democratic Alliance (DA)                  | 3     | + 1 ▲ |
| Economic Freedom Fighters (EFF)           | 2     | + 2 ▲ |
| Bushbuckridge Residents Association (BRA) | 1     | + 1 ▲ |
| Summe                                     | 30    |       |

#### Nordwest

Nordwest: absolute/relative Mehrheit für:

| Partei                          | Sitze | +/−   |
| ------------------------------- | ----- | ----- |
| African National Congress (ANC) | 23    | – 2 ▼ |
| Economic Freedom Fighters (EFF) | 5     | + 5 ▲ |
| Democratic Alliance (DA)        | 4     | + 1 ▲ |
| Freedom Front Plus (FF+)        | 1     | + 1 ▲ |
| Summe                           | 33    |       |

#### Nordkap

Nordkap: absolute/relative Mehrheit für:

| Partei                          | Sitze | +/−   |
| ------------------------------- | ----- | ----- |
| African National Congress (ANC) | 20    | + 1 ▲ |
| Democratic Alliance (DA)        | 7     | + 1 ▲ |
| Economic Freedom Fighters (EFF) | 2     | + 2 ▲ |
| Congress of the People (COPE)   | 1     | – 4 ▼ |
| Summe                           | 30    |       |

#### Westkap

Westkap: absolute/relative Mehrheit für:

| Partei                                    | Sitze | +/−   |
| ----------------------------------------- | ----- | ----- |
| Democratic Alliance (DA)                  | 26    | + 2 ▲ |
| African National Congress (ANC)           | 14    | ± 0 ▬ |
| Economic Freedom Fighters (EFF)           | 1     | + 1 ▲ |
| African Christian Democratic Party (ACDP) | 1     | ± 0 ▬ |
| Summe                                     | 42    |       |

## Folgen
Am 24. Mai 2014 wurde Jacob Zuma erneut als Präsident vereidigt. Am Folgetag stellte er sein Kabinett vor. Dabei gab es zahlreiche Umbesetzungen und neue Kabinettsmitglieder. Insgesamt umfasste es 35 Mitglieder.
Am 22. Mai 2014 konstituierte sich das National Council of Provinces, in dem der ANC aufgrund der Wahlergebnisse zu den Provinzversammlungen mit 60 Sitzen zwei Drittel der Abgeordneten stellte. Vertreten waren dort auch die DA (20 Sitze), die EFF (sieben Sitze) sowie IFP, NFP und UDM mit je einem Sitz.